# 조윤채
조윤채(趙潤蔡, 1977년 8월 10일 ~ )은 전 KBO 리그 야구 선수이며 현재 야구부 감독이다.